# 七龙珠
《七龙珠》是日本漫画作家鸟山明於1984年到1995年期间在集英社《週刊少年Jump》上連載的少年漫画作品，單行本共42冊，2002年至2004年期間發售34冊的完全版，2013年開始發售全彩版。

## 故事
世界上有七顆“龍珠”散佈在各地，只要集齊龍珠可以召喚出神龍實現願望。孫悟空被布瑪带出深山一起尋找龍珠，在結束搜尋後與克林一起拜龜仙人為師學習武術，修行完畢後兩人參加第21屆天下第一武道会，最後悟空在決賽敗給由龜仙人假扮的陳龍後又在此開始尋找龍珠，但是在搜尋途中卻遇上意圖利用龍珠征服世界的紅緞帶軍。由於悟空打倒紅緞帶軍多個將領，紅緞帶軍聘用桃白白來應對，悟空也因此被打敗，後來接受凱里神的修練，成功打倒桃白白並且消滅紅緞帶軍。
3年後悟空與飲茶及克林參加第22屆天下第一武道会，但卻遇上也有參加武道會的鶴仙人徒弟天津飯及餃子，最後悟空在決賽被打敗，天津飯取得優勝，但此時克林卻被比克大魔王的手下殺害，悟空為此挑戰比克大魔王但是卻戰敗。後來悟空接受凱里神的試煉及喝下超神水後，最後用龍拳成功打倒比克大魔王，但是比克大魔王卻在臨死前產下自己的兒子比克，悟空也因此接受神的修練。三年後悟空等人一起參加第23屆天下第一武道会，比克也為父复仇而參加，最後悟空在決賽打敗比克取得優勝。
5年後賽亞人拉帝茲來到地球尋找悟空加入同伴，由於悟空的抗拒使孫悟飯被拉帝茲帶走成為人質。最後悟空和比克一起打倒拉帝茲，但悟空也為此犧牲並被神帶走恢復悟空的肉身，推薦他到界王那裏開始修練，這時候還有另外兩名賽亞人將在一年後來到地球，于是大家各自為時一年的修練。1年後貝吉達和那霸為了龍珠來到地球與比克等人展開戰鬥，但悟空因為龍珠復活的關係趕到時卻只剩克林和悟飯存活，比克為了保護悟飯而犧牲，最後悟空打倒那霸並且擊退貝吉達。
由於比克的死亡導致龍珠消失，布馬、悟飯、克林為了使同伴借由龍珠復活而來到那美克星，卻發現貝吉達和弗力札同樣也在各自尋找龍珠。貝吉達在成功奪取弗利沙的龍珠，弗力札便指示基紐特戰隊奪回，貝吉達因此與悟飯和克林合力對抗基紐特戰隊，但還是不敵對方龍珠也被奪走，此時悟空趕到那美克星並打倒基紐特戰隊，但悟空因而重傷接受治療。在那美克星人們的協助下，比克藉由龍珠復活並來到那美克星，此時弗利沙趕到並且與貝吉達、悟飯、克林展開戰鬥，但即使後來比克和悟空陸續參戰但依舊不敵弗力札。最後悟空因為克林死亡而變身為超級賽亞人而打敗了弗力札。最後使用那美克星龍珠將同伴全數復活，那美克星人們也傳送到安全的星球居住。
1年後出現來自未來的特南克斯，悟空等人從他得知3年後紅領巾軍的生化人破壞未來和平事情而各自開始修行。3年後生化人19號和20號出現並且與悟空等人展開戰鬥，此時悟空因病發而敗退。在19號被貝吉達破壞後，20號逃到研究所啟動不聽命的17號和18號而喪命。在眾人敗給生化人們後得知另一位來自未來的生化人賽魯企圖吸收17號和18號成為完全體，賽魯在後來的戰鬥成功變成完全體並且舉辦名為「賽魯遊戲」的武道會。最後悟飯變身為超級賽亞人2打倒賽魯，但悟空卻在此戰中喪命而特南克斯也回到未來恢復和平。
7年後悟飯等人與來自陰界的悟空一起參加天下第一武道会，在比賽中途東界王神向悟空等人尋求協助並告知魔導師巴比提企圖使魔人普烏復活。但是由於貝吉達受到巴比提的魔法控制的關係，與悟空展開決鬥使魔人普烏得以復活。悟飯被普烏打敗後隨界王神來到界王神界修練，悟空在傳授融合術給孫悟天和特南克斯後也來到界王神界。普烏後來產生異變後便找到比克、悟天、特南克斯展開戰鬥，後來悟空、悟飯也在中途參戰，但最後除悟空外都被普烏吸收，身陷危機的悟空最後與貝吉達共同打倒普烏。10年後悟空帶普烏的轉世烏普展開修行之旅。

## 創作

《龙珠》裡的世界地图

七龍珠是以孩子悟空的成長歷程為中心，描述「冒險」、「努力」、「友情」、「戰鬥」的長篇冒險漫畫。在初期故事大量挪用中國小說《西遊記》的人名與情節，而後期，因故事中獨特的奇幻未來架空世界已然成形，借鑑於西遊記的元素漸漸消失，龍珠則是取自於《南總里見八犬傳》的八顆飛散珠寶。第一任編輯鳥嶋和彥曾經表示七龍珠原本是在弗力札篇單行本第21集到第28集就結束連載，在故事中登場的反派角色外形是以作者討厭的人也就是歷任的編輯者為原型。

## 出版書籍

### 單行本
七龍珠漫畫單行本在1985年9月10日到1995年8月4日發售共42冊，收錄519話和1話番外篇，2009年5月21日單行本變更封面發售，2002年12月4日到2004年4月2日發售完全版共34冊。2013年2月4日開始發售全彩版，全彩版將原作分成7篇。2016年開始發售《七龍珠 總集篇 超悟空傳》（DRAGON BALL 総集編 超悟空伝）共18冊，以雜誌B5大小規格刊載。臺灣繁體中文版由東立出版社代理（2009年10月6日遠傳電信提供手機漫畫下載服務），香港繁體中文版由文化傳信代理，中國大陸簡体中文版由中國少年兒童出版社代理。

### 相關漫畫
七龍珠SD
《七龍珠SD》是由鳥山明擔任監督和オオイシナホ擔任作畫的改編原作漫畫，在《最強Jump》以全彩方式於2010年12月3日開始連載，單行本在2013年4月4日開始發售。中文版是由東立出版社代理。
銀河巡警JACO
《銀河巡警JACO》是由鳥山明擔任作畫的短篇漫畫，連載於《週刊少年Jump》33號到44號，單行本分成通常版和特裝版在2014年4月4日發售，中文版是由東立出版社代理。收錄有關悟空來到地球之前的故事。

## 衍生作品

### 動畫
動畫版系列是由日本的東映動畫公司製作，並於日本富士電視台播放。2017年11月東映動畫公司相關人員（導演地岡公俊先生）在回答「在西班牙有很多的觀眾反應，《七龍珠超》電視播放開始有些幼稚無法讓觀眾接受，或許是因為針對《七龍珠改》這一代的孩子，但在西班牙仍有許多成年人在關注，您是否考慮在《七龍珠超》播放期間改變節目的目標受眾年齡」的問題時，說道：「1986年開始播放的《七龍珠》和後續《七龍珠Z》、《七龍珠GT》、《七龍珠改》、《七龍珠超》、《七龍珠大魔》是針對國小學生年齡層的少年動畫電視節目系列。」

#### 電視動畫
七龍珠
《七龍珠》原作是鳥山明老師在“週刊少年Jump”（集英社）“七龍珠”。他為這個系列中前所未有的人氣感到自豪，在全世界創造了一個新的紀錄，而不僅僅是在日本。這套暢銷漫畫於1986年2月26日被改編成為電視動畫，在富士電視台播映後成為十多年來的熱門動畫，其中包括續集“Z”和“GT”。“七龍珠”是改編原作第1話至第194話的內容，總共播放153集。故事主要描述從少年時期的孫悟空到在天下第一武道会和比克的對決、關於悟空成長的故事。
七龍珠Z
《七龍珠Z》是從1989年4月26日到1996年1月31日在富士電視台播放，改編原作第195話至第519話的內容，總共播放291集。故事主要是描述從賽亞人來襲到魔人普烏篇。另外在播放期間還播放二集電視特别篇，分別是1990年10月17日的七龍珠電視特別篇《七龍珠Z：一夫當關的最後決戰》，和1993年2月24日播放改編自原作外傳的電視特別篇《七龍珠Z 向絕望反抗!!殘存的超戰士‧悟飯與特南克斯》。
七龍珠GT
《七龍珠GT》是東映動畫製作的原創電視節目。在原作漫畫完結篇後，東映取得集英出版社的授權由此製作並播放繼《七龍珠》與《七龍珠Z》系列以後的第三作《七龍珠GT》，1996年2月7日到1997年11月19日期間在富士電視台播放的原創電視動畫。故事發生在《七龍珠Z》故事結束五年後的未來，總共播放64集。另外在播放期間1997年3月26日插入一集電視特别篇《七龍珠GT 悟空外傳!勇氣的證明是四星球（ドラゴンボールGT 悟空外伝!勇気の証しは四星球）》。
七龍珠改
這是1989年4月~1996年1月的七年期間播放的超人氣動畫《七龍珠Z》播映第20週年紀念的HD重製版(リマスター)。配音和配樂、音響與部分的畫面重新製作，原任聲優齊聚一堂重新替人物配音。分成二季播放，分別在2009年4月5日到2011年3月27日（「賽亞人篇」至「人造人賽魯篇」）和2014年4月6日到2015年6月28日（「魔人普烏篇」）播放，全部159話。
《七龍珠改》是目前比較接近原作劇情的步調版本，省略掉原本動畫版的部分原創劇情與非必要的片段，整體節奏流暢明快。此版本也是鳥山明心目中最理想、最貼近原作的動畫作品。
七龍珠超
《七龍珠超》是在2015年7月5日起於富士電視台開始播映。鳥山明與Toyble擔任原作的故事原案和人物原案。故事是發生在電視動畫『七龍珠Z』~『七龍珠GT』；原作第517話與第518話中間空白的十年，內容包含兩部劇場版《七龍珠Z 神與神》、《七龍珠Z 復活的「F」》。 漫畫版是由Toyble擔任作畫並在V Jump 2015年8月號開始連載，單行本在2016年4月4日開始發售。
七龍珠大魔
《七龍珠大魔》是鳥山明創作的漫畫《七龍珠》40周年紀念的電視動畫作品，于2024年10月11日播映。

#### 原創網路動畫
超級七龍珠英雄
原創網路動畫《超級七龍珠英雄》是在2017年7月1日起於網路播映，劇情改編自七龍珠卡牌遊戲角色及遊戲場景，且多出許多卡牌原創角色劇情則是接續七龍珠Z劇場版神與神後。故事內容包含兩部劇場版《七龍珠Z 神與神》、《七龍珠Z 復活的「F」》。漫畫版是由永山由貴擔任作畫並在V Jump 連載，單行本在2018年6月20日開始發售。

#### 原創動畫錄影帶
ハイパーアニメ DRAGON BALL
為“鳥山明的世界”個展製作的三分鐘動畫。新CG混入電視版和劇場版短片。
七龍珠Z外傳 賽亞人滅絕計畫
《七龍珠Z外傳 賽亞人滅絕計畫》是改編自Family Computer遊戲的同名作品，OVA版分成上下卷錄影帶，上卷是在1993年7月23日發售，下卷是在1993年8月25日發售。當時發售宣傳這是攻略影片但是影片內容卻是以戰鬥劇情的動畫為主。2010年11月11日發售PlayStation 3和Xbox 360的3D格鬥遊戲《七龍珠 RAGING BLAST 2（ドラゴンボール レイジングブラスト2）》收錄播放長度約30分的重製動畫《七龍珠 超級賽亞人滅絕計畫》。在《七龍珠Z DVD BOX》中也收錄此段影片作為《七龍珠Z》的外傳故事。
七龍珠 唷！孫悟空與伙伴們回來了！！
《唷！孫悟空與伙伴們回來了！！》是在2008年9月21日於Jump超級動畫展08（ジャンプスーパーアニメツアー08）中放映的35分鐘動畫。2010年9月3日由集英社發售彩色漫畫版。
七龍珠 巴達克之章
《七龍珠 巴達克之章》是在V Jump2011年8月號到10號連載的短篇衍生漫畫，作畫是オオイシナホ，後來動畫化並且在2011年12月17日和18日於Jump Festa 2012（ジャンプフェスタ2012）中放映，片長20分鐘。故事內容主要是描敘《七龍珠Z 獨自面對的最終決戰～向弗利札挑戰的Z戰士孫悟空之父～》中孫悟空之父巴達克的後續劇情。
美食獵人 & ONE PIECE & 七龍珠Z 超夢幻合作特別篇！！（ ） 與《美食獵人》和《ONE PIECE》的合作動畫，在第一部“走れ最強軍団! トリコとルフィと悟空!”播出。
七龍珠 悟空的消防隊（ ） 七龍珠 悟空的交通安全（ ）
約十分鐘的兒童防災教育影片。
ドラゴンボールZ あつまれ!悟空ワールド（ ）
1992年由Terebikko開發。以 VHS 格式發布的原創動畫。描述關於過去歷史的原創故事與一個特南克斯時光機。孫悟空和他的朋友們第一次見到完全體的賽魯。

#### 動畫電影
為改編自鳥山明原作七龍珠的動畫電影。在1980年代與1990年代因應東映影視（現為東映ANIMATION）的“東映アニメフェア(東映動畫博覽會)”與“東映アニメまつり(東映動畫節)”政策，由東映動畫公司正在製播的動畫節目於每年的春天、夏天於電影院公開長篇的動畫電影，該活動的主要對象為男孩及女孩的兒童(少年、少女/子供)，故亦稱為東映兒童動畫節。其中1993年至1995年這三年期間的動畫電影以“東映超級英雄博覽會(東映スーパーヒーローフェア)”活動主題公開發表。
第一部《七龍珠 神龍傳說》在上映的時候只有主標題「七龍珠」，副標題則是在後來發售錄影帶時才補上，第4部《七龍珠Z 熱血熱鬥》也是有出現相同情形，但是在發售DVD的時候又將標題改回《七龍珠Z》。第18部《七龍珠Z 神與神》是鳥山明擔任角色設計、參與監修及台詞設計。第19部《復活的「F」》是鳥山明擔任劇本及角色設計。第20部主標題更改為《七龍珠超》。劇場版的中文字幕版在臺灣是由木棉花國際代理第1部到第17部，第18部之後則是改由普威爾國際代理。
| 序號   | 中文標題                              | 日文標題 | 導演       | 劇本     | 上映日期       |
| ------ | ------------------------------------- | -------- | ---------- | -------- | -------------- |
| 第1作  | 七龍珠 神龍傳說                       |          | 西尾大介   | 井上敏樹 | 1986年12月20日 |
| 第2作  | 七龍珠 魔神城內的睡美人               |          | 西尾大介   | 照井啓司 | 1987年7月18日  |
| 第3作  | 七龍珠 摩訶不思議大冒險               |          | 竹之内和久 | 由木義文 | 1988年7月9日   |
| 第4作  | 七龍珠Z 熱血熱鬥                      |          | 西尾大介   | 小山高生 | 1989年7月15日  |
| 第5作  | 七龍珠Z 世上最強之人                  |          | 西尾大介   | 小山高生 | 1990年3月10日  |
| 第6作  | 七龍珠Z 地球超決戰                    |          | 西尾大介   | 小山高生 | 1990年7月7日   |
| 第7作  | 七龍珠Z 超級賽亞人孫悟空              |          | 橋本光夫   | 小山高生 | 1991年3月9日   |
| 第8作  | 七龍珠Z 最強對最強                    |          | 橋本光夫   | 小山高生 | 1991年7月20日  |
| 第9作  | 七龍珠Z 激鬥!百億能量的戰士們         |          | 西尾大介   | 小山高生 | 1992年3月7日   |
| 第10作 | 七龍珠Z 極限之戰!!三大超級賽亞人      |          | 菊池一仁   | 小山高生 | 1992年7月11日  |
| 第11作 | 七龍珠Z 燃燒!熱戰・烈戰・超激戰       |          | 山内重保   | 小山高生 | 1993年3月6日   |
| 第12作 | 七龍珠Z 銀河面臨危機!! 身手不凡的高手 |          | 上田芳裕   | 小山高生 | 1993年7月10日  |
| 第13作 | 七龍珠Z 危險的2人！ 超戰士難以成眠    |          | 山内重保   | 小山高生 | 1994年3月12日  |
| 第14作 | 七龍珠Z 超戰士擊破！！ 勝利屬於我     |          | 上田芳裕   | 小山高生 | 1994年7月9日   |
| 第15作 | 七龍珠Z 復活融合!!悟空與達爾          |          | 山内重保   | 小山高生 | 1995年3月4日   |
| 第16作 | 七龍珠Z 龍拳爆發!!悟空捨我其誰        |          | 橋本光夫   | 小山高生 | 1995年7月15日  |
| 第17作 | 七龍珠 最強之道                       |          | 橋本光夫   | 松井亞彌 | 1996年3月2日   |
| 第18作 | 七龍珠Z 神與神                        |          | 細田雅弘   | 渡邊雄介 | 2013年3月30日  |
| 第19作 | 七龍珠Z 復活的「F」                   |          | 山室直儀   | 鳥山明   | 2015年4月18日  |
| 第20作 | 七龍珠超 布羅利                       |          | 長峯達也   | 鳥山明   | 2018年12月14日 |
| 第21作 | 七龍珠超 超級英雄                     |          | 兒玉徹郎   | 鳥山明   | 2022年6月11日  |

### 真人電影
- 新七龍珠：1991年11月上映的臺灣電影。
- 龍珠 (韓國)（英语：Dragon Ball: Ssawora Son Goku, Igyeora Son Goku）：1990年12月12日上映的韓國電影。
- 七龍珠：全新進化（Dragonball Evolution）：日本集英社授權的美國電影，於2009年3月於亞洲國家和地區率先上映，美國則是在2009年4月10日上映[68]。

### 遊戲

#### 電子遊戲
七龍珠除了動漫作品外也還發售一系列電子遊戲，從最早在1986年9月27日發售的第三世代電子遊樂器Super Cassette Vision作品《七龍珠 大祕境》（ドラゴンボール ドラゴン大秘境）開始，在第10作《七龍珠Z 超武鬥傳》首次加入配音，直到現在依舊還是陸續在新世代遊戲機發售新作。七龍珠發售的遊戲類型主要是以格鬥遊戲為主，其次是角色扮演遊戲，而遊戲發售公司以萬代南夢宮娛樂為居多。除了一般遊戲機之外萬代在2004年開始發售包含七龍珠在內的體感遊戲系列Let's! TV Play（Let's! TV プレイ）。2016年官方首次開始發售中文版遊戲。

#### 卡片遊戲
萬變卡（カードダス）是萬代在1988年發售的交換卡片，有專門的自動販賣機販售卡片，卡片分成一般卡和稀有的鑽石卡（ホログラムカード），鑽石卡外表會有閃亮的鑽石花紋。七龍珠萬變卡於1990年在臺灣、香港、韓國、美國、法國等國家地區開始發售，臺灣、香港也在1990年代興起收集與交換卡片的風潮。
七龍珠萬變卡系列從1988年到1997年期間總共發售30代，發售卡片數量累計達到20億張以上，後來直到2016年才繼續發售新一代萬變卡。2005年3月上旬開始發售七龍珠Z萬變卡。2015年9月19日開始發售首次搭載NFC晶片的七龍珠IC萬變卡系列。

## 評價
《七龍珠》的漫畫被翻譯24種語言發行並在全球40個國家販售，2020年時單行本累計發行量共達到2億6千萬冊以上。由東映、東映動畫製作的《七龍珠》電視動畫系列在全球80個以上國家播送，在富士電視台《決定!これが日本のベスト100全国一斉○○テスト》的“邁向世界100種最受歡迎的動畫”問卷中《七龍珠》獲得第一名Oricon在“我認為世界一流的日本動畫”和“我認為世界一流的漫畫與動畫排名”進行問卷調查，《七龍珠》獲得了壓倒性的第一名《七龍珠》在日本以外擁有高知名度和人氣，並且全世界各地都很受歡迎。截至2014年，全球市場規模超過50億美元。2019年的全球市場規模約為2500億日元締造全球市場，並為商業化版權業務的發展做出了貢獻是在國外取得重大成功的日本漫畫作品。在2006年時英文版的七龍珠官方網站每個月有超過100萬人次瀏覽。根據Lycos公司於2005年時發佈的資料，同公司旗下的搜尋引擎在過去10年間收集的資料中，「Dragon Ball」一詞於搜尋排行榜中站上第2位。2019年7月最新統計，《七龍珠》在全球國際銷售總24億美元，其中漫畫書佔7億，全球排名第15名。
《七龍珠》在日本連載期間與另外同時期連載漫畫《幽遊白書》和《灌籃高手》在過去曾經被稱為「JUMP三台柱」（ジャンプ三本柱），這三部作品讓週刊少年Jump在1995年首次創下單周653萬冊的銷量記錄，並且在相繼連載結束後導致週刊的銷量急遽下滑。單行本加完全版的漫画发行量在日本达到1億6000萬冊以上。電視動畫連續播放11年以來的平均收視率高達20%以上，主題曲CD專輯「CHA-LA HEAD-CHA-LA」的銷售量超過170萬張。前16作劇場版總共創下發售50萬套以上，票房收入400億日圓以上的累計記錄。
2006年鳥山明創作的《七龍珠》漫畫在第10屆日本新媒體動漫藝術節漫畫部門獲得提名，最後是由川口開治創作的《太陽默示錄》獲賞。

## 爭議
七龍珠在日本雖然是兒童少年漫畫，在美國販售時也遵循(Kid Boy)分類，然而由於故事有涵蓋性騷擾及裸體的內容一直飽受爭議。美國的家長帶著七歲的孩子來到兒童玩具店購物後，反映這個玩具不適合孩子，1999年11月Toys "R" Us將Viz的《七龍珠》從全國的兒童玩具店下架。Susan J. Napier在評論這個問題時解釋「這或許是日本與美國在文化上的差異」。2001年，由於書迷的反應，因此Viz決定將《七龍珠》在未經審查的情況下重新販售。2009年10月以「描繪裸體、角色之間性接觸，以及成人和兒童角色之間的性暗示行為」為由，全面禁止馬里蘭州的小學引入《七龍珠》的漫畫進入學校學區。
武天老師在作品中因其性騷擾的行為而備受業界關注與質疑。鳥山明創作的原作漫畫《七龍珠》經常出現俚語「Puff Puff」是用於「女性角色利用乳房在其他角色的臉頰摩擦的效果，龜仙人亦曾多次利用手掌摸柔女性角色的乳房」的行為，在其改編系列中亦保留爭議橋段。東映動畫製作的《七龍珠》系列的影集作品在美國電視台放映時已刪除。來自IGN的Chris Carle說：龜仙人的天性好色，所以他試圖抓住該系列的女性角色私密的部位。Tim Jones評論：他不是非常令人反感的角色，如龜仙人經常因此挨打帶來了另類的喜劇效果。然而，七龍珠超的電視動畫節目收到日本媒體組織關於武天老師多次對女性角色性騷擾的投訴。

## 外部連結
- 官方網站（页面存档备份，存于）（日語）
- 七龍珠漫畫官方網站 （页面存档备份，存于）集英社（日語）